# Kunstkraftwerk Leipzig

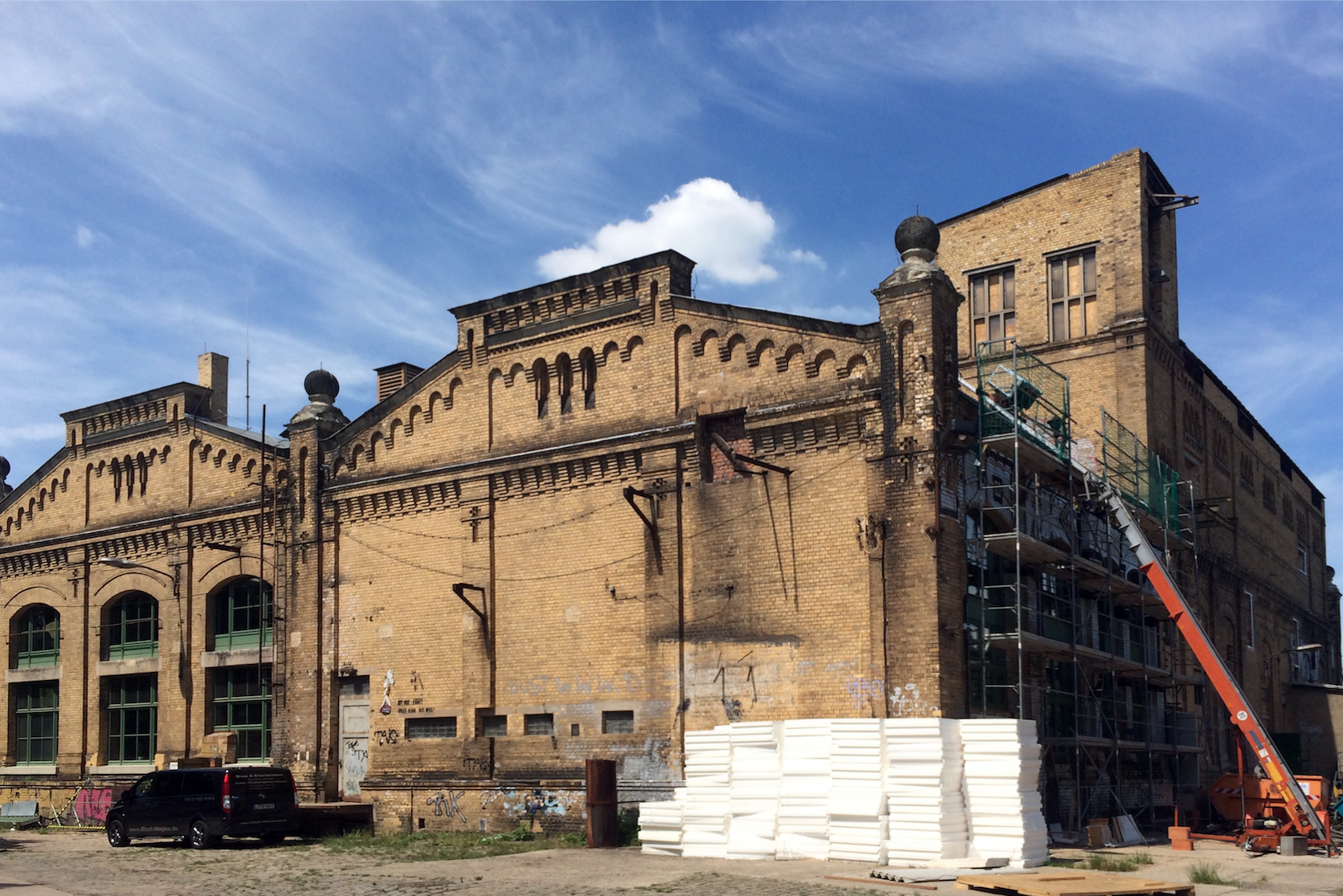
Kunstkraftwerk Leipzig Südseite 2016

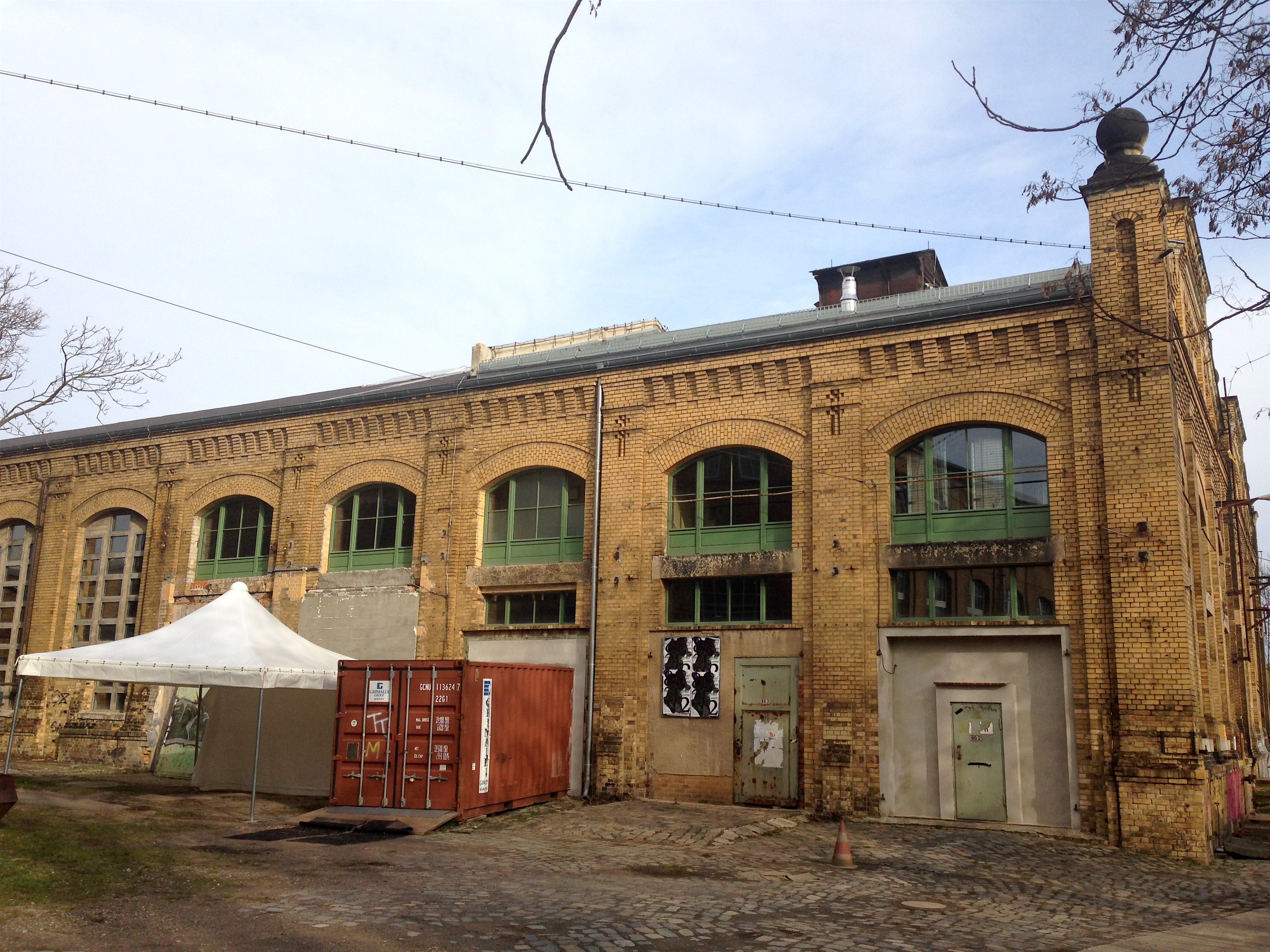
Kunstkraftwerk Leipzig Westseite 2016

Das Kunstkraftwerk Leipzig (KKW) ist ein Ausstellungs- und Kulturzentrum auf dem ehemaligen Gelände der Großen Leipziger Straßenbahn in der Saalfelder Straße 8b.

## Gründung und Name
Das Kunstkraftwerk Leipzig wurde 2014 vom Innenarchitekten Ulrich Maldinger und Medizinstatistiker Markus Löffler gegründet. Der Name Kunstkraftwerk bezieht sich auf die Nutzung als Kunsthalle und die ursprüngliche Verwendung als Kraftwerk.

## Geschichte

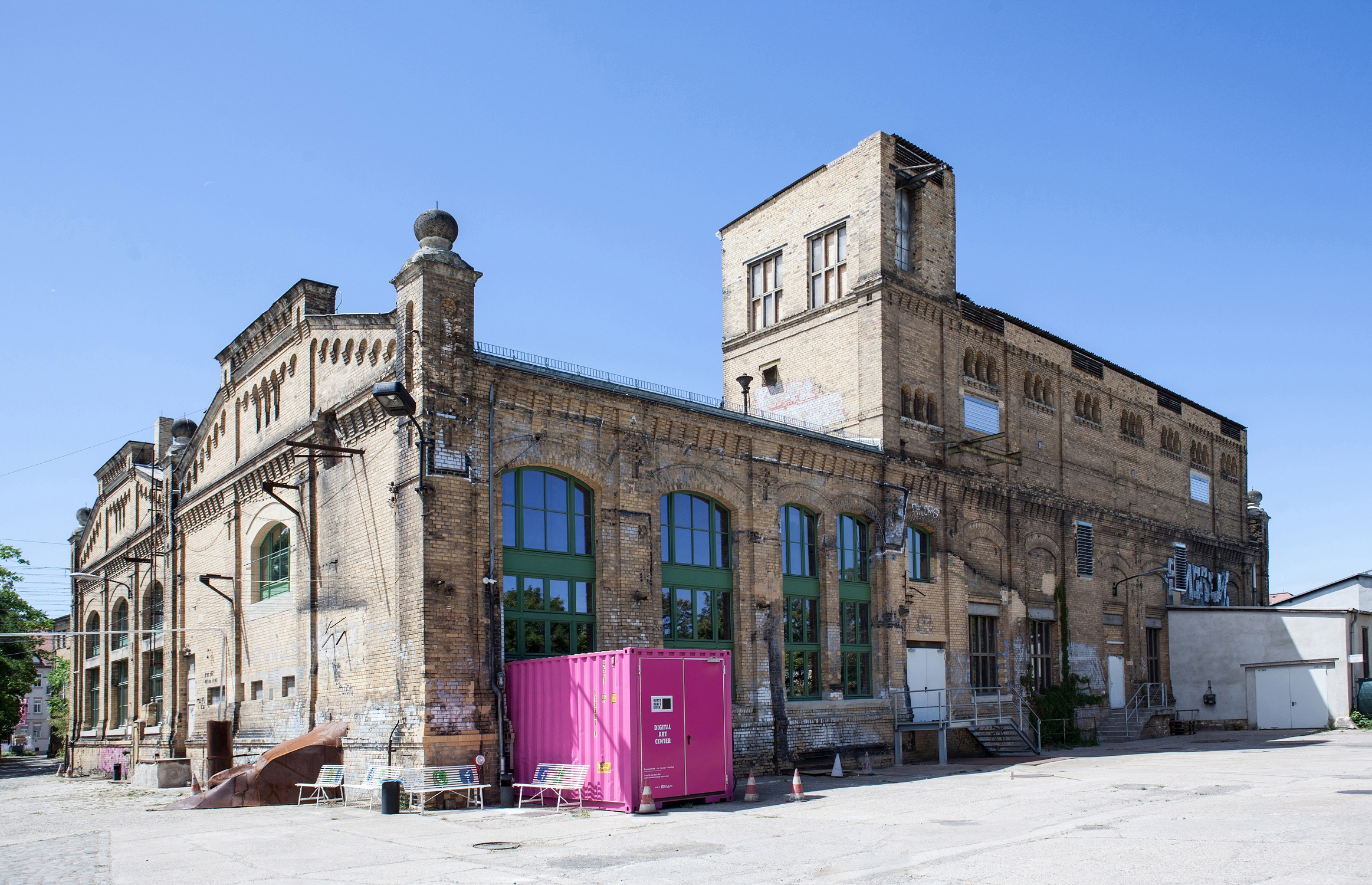
Kunstkraftwerk Leipzig – ZENTRUM FÜR DIGITALE KUNST, 2019

1900 erfolgte auf dem Gelände des Straßenbahnhofs der Bau des Kraftwerks, um die Bahnstromversorgung der neuen elektrischen Straßenbahnen im Leipziger Westen zu gewährleisten. Eigentümerin war die Große Leipziger Straßenbahn. Das Kraftwerk verfügte über fünf braunkohlebetriebene Dampfmaschinen mit jeweils einem 220 kW-Gleichstromgenerator, einer 1100-Ah-Pufferbatterie, sowie einen Gleisanschluss zum Plagwitzer Bahnhof zur Anlieferung von Braunkohle und Abtransport der anfallenden Kraftwerksasche. Der Umbau zum Heizkraftwerk als Teil des VEB Energiekombinats Leipzig begann 1964. Fünf alte Kessel wurden demontiert und durch drei Dampferzeuger vom Typ KWK2 (je 6,5 Tonnen Rohbraunkohle pro Stunde, mit mechanischem Schwingschubrost) ersetzt. 1992 erfolgte die Stilllegung des Kraftwerks. Im Jahre 2012 wurde das Gebäude inkl. Gelände von Markus Löffler, Professor für Medizinstatistik in Leipzig, und dem Architekten Ulrich Maldinger gekauft. Nachdem der Großteil der technischen Anlagen abgebaut, das Dach und die Infrastruktur saniert wurden, eröffnete es 2015 als Kunstkraftwerk für Kunstausstellungen, Konzerte und Events.

## Themen

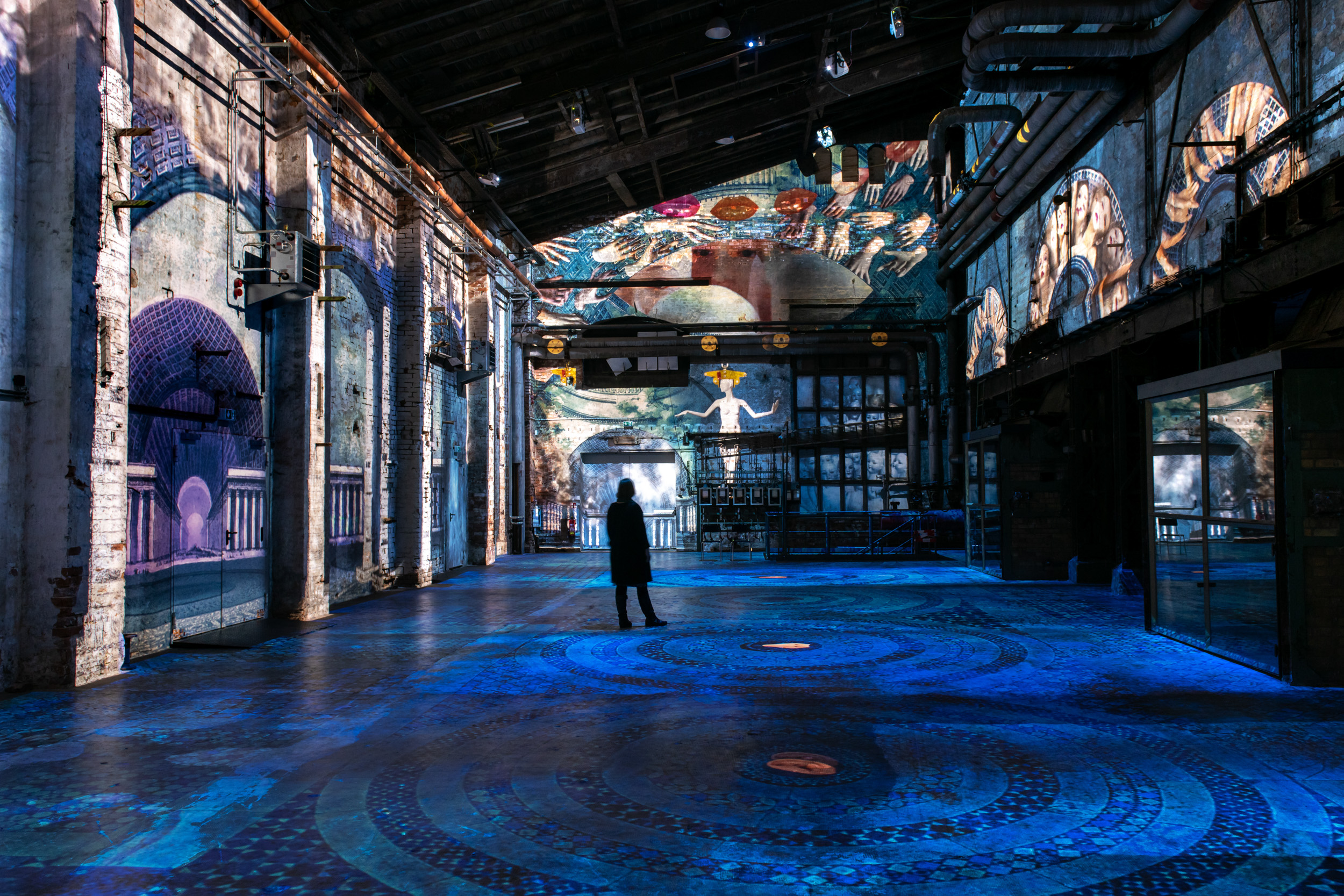
Immersive Art Show: WERK in Progress (by Immersive Art Factory)

Das Kunstkraftwerk Leipzig ist konzipiert als ein Zentrum für digitale Kunst und Kultur, zeitgenössisches Design. Schwerpunkt sind immersive Videoinstallationen, 360 Grad Projektionen, die den gesamten Raum ausfüllen. Der Betrachter taucht in die Werke ein, bewegt sich im Raum und erlebt die Shows multimedial.
Immersive Kunst ist eine neue Form des Kunstexperiments, die zum Ziel hat, Kunstwerke ganzheitlich zu erleben. Mit Projektionen, Bildern und Musik wird der Betrachter Teil des Werkes. So entsteht ein neuer Zugang und es wird einem breiten Publikum ermöglicht, sich Kunst zu nähern. Neben den Videoinstallationen versteht sich das Kunstkraftwerk auch als offener Raum für Ausstellungen und Installationen auch für junge Künstler. Der Austausch über die Kunst hinaus geschieht über wissenschaftliche Vorträge und interaktive Vermittlungsangebote.

## Ausstellungen (Auszug)
- 2. Dezember 2023 bis 7. Januar 2024 „Tropical Halo-Halo“
- 20. Oktober 2023 bis 21. Januar 2024 „Das Wunderland von Alice“
- 28. Januar 2023 bis 28. Mai 2023 „Gustav Klimt: Gold Experience“
- seit 2022 Multimediale immersive Installation "TÜBKE MONUMENTAL, a gigapixel Experience"
- seit 2020 Multimediale immersive 360° Show "BOOMTOWN Leipziger Industriekultur"
- seit 2020 Multimediale immersive 360° Show "VAN GOGH EXPERIENCE"
- seit 2019 Multimediale immersive 360° Show "BACH Experience"
- seit 2019 Immersive Art Show LEONARDO DA VINCI – RAFFAEL – MICHELANGELO. Giganten der Renaissance
- 2016 ILLUSION – Nothing is as it seems[4]